# 三葉 (ライター)
三葉（みつば）は日本のライター、作家。主に一迅社にて作品を発表している。代表作は、『オンナノコになりたい!』、『30歳の保健体育』など。一迅社より刊行中の「おとなの教科書シリーズ」の著者。

## 経歴
対戦型格闘ゲーム『GUILTY GEAR XX』のキャラクター・ブリジットの同人誌即売会「計画」で女装コスプレをしていたところ、同じく女装していた一迅社の編集者・土方敏良と出会う。この出会いが『オンナノコになりたい!』の出版につながった。二次元で「男の娘」が流行になりつつあったおり、同書はベストセラーとなり、三次元の女装ブームが本格化する切っ掛けのひとつとなった。

## 作品リスト

### 『オンナノコになりたい!』シリーズ
- オンナノコになりたい!（2007年8月 ISBN 4758010846）
- オンナノコになりたい! コスプレ編（2008年4月 ISBN 4758011028）
- オンナノコになりたい! もっともっと、オンナノコ編（2010年12月 ISBN 4758012032）

### 『30歳の保健体育』シリーズ
- 30歳の保健体育（2008年11月 ISBN 4758011230）
- 30歳の保健体育 恋のはじまり編（2009年7月 ISBN 4758011494）
- 30歳の保健体育 恋の努力編（2010年3月 ISBN 4758011699）
- 30歳の保健体育 夜の恋愛編（2011年6月 ISBN 4758012199）
- 30歳の保健体育 恋のみつけかた編（2013年8月 ISBN 4758013284）

### 『はじめてのSMガイド』シリーズ
- 身体も心もボクのもの 〜はじめてのSMガイド〜（2009年5月 ISBN 4758011389）
- 身体も心もボクのもの 〜はじめてのSMガイド〜2（2013年11月 ISBN 4758013527）

### その他
- ひとりでえっち（2009年11月 ISBN 4758011583）
- 合コンなんてこわくない! 〜「ぼっち」にならないために〜（2013年1月 ISBN 4758012857）
- 練習彼女。（2013年11月 ISBN 4902307545）
- 30歳のファッションコーディネート 〜普段着からイベントまで〜（2014年4月 ISBN 978-4758013635）
- はじめてのおもらしガイド（2014年8月 ISBN 4758013985）
- コスプレックスのすすめ 〜コスプレHを愉しもう!〜（2015年6月 ISBN 4758014388）

### 小説
- 女子率の高すぎる水泳部で色仕掛けに負けた俺（2013年8月、一迅社文庫、既刊1巻、イラスト：松之鐘流 ISBN 4758044686）
- モテってこんなに大変だったのか!?（2014年8月、一迅社文庫、既刊1巻、イラスト：イチリ ISBN 978-4758046145）

## 参考資料
- 三葉、土方敏良「女装愛から企画されたマニュアル本誕生まで」『オトコノコ倶楽部 VOL.3』、三和出版、2010年4月15日、182-184頁、ISBN 978-4776905264。